# 9698 Idzerda
9698 Idzerda (2205 T-1) là một tiểu hành tinh vành đai chính được phát hiện ngày 25 tháng 3 năm 1971 bởi C. J. van Houten, I. van Houten-Groeneveld, T. Gehrels ở Palomar.
The asteroid được đặt tên sau tên Hanso Schotanus à Steringa Idzerda (1885-1944), a Dutch radio pioneer và the first man to make a public broadcast. See also the information ở his transmitter callsign PCGG.